# George K. Denton
George Kirkpatrick Denton (* 17. November 1864 bei Sebree, Webster County, Kentucky; † 4. Januar 1926 in Evansville, Indiana) war ein US-amerikanischer Politiker. Zwischen 1917 und 1919 vertrat er den Bundesstaat Indiana im US-Repräsentantenhaus.

## Leben
George Denton besuchte die öffentlichen Schulen seiner Heimat und das Van Horn Institute. Anschließend studierte er an der Ohio Wesleyan University in Delaware (Ohio). Nach einem anschließenden Jurastudium an der Boston University und seiner im Jahr 1893 erfolgten Zulassung als Rechtsanwalt begann er in Evansville (Indiana) in diesem Beruf zu arbeiten. In dieser Eigenschaft war er auch Berater der Intermediate Life Insurance Co.
Politisch war Denton Mitglied der Demokratischen Partei. Bei den Kongresswahlen des Jahres 1916 wurde er im ersten Wahlbezirk von Indiana in das US-Repräsentantenhaus in Washington, D.C. gewählt, wo er am 4. März 1917 die Nachfolge von Charles Lieb antrat. Da er im Jahr 1918 dem Republikaner Oscar R. Luhring unterlag, konnte er bis zum 3. März 1919 nur eine Legislaturperiode im Kongress absolvieren. Diese war von den Ereignissen des Ersten Weltkrieges geprägt.
Nach seinem Ausscheiden aus dem US-Repräsentantenhaus praktizierte Denton wieder als Anwalt. 1924 bewarb er sich erfolglos um die Stelle eines Richters am Supreme Court of Indiana. Im Vorfeld der Wahlen zum US-Senat des Jahres 1926 bewarb sich Denton um die Nominierung seiner Partei. Er starb aber noch vor den Vorwahlen am 4. Januar 1926 in Evansville. George Denton war der Vater des Kongressabgeordneten Winfield K. Denton (1896–1971).